# Makhatxkalà
Makhatxkalà (rus: Махачкала, Makhatxkalà; àvar: Махачхъала, Makhatxkhalà; kumyk: Анжи-кала, Anji-Kalà; lak:  Гьанжи, G'anji; lesguià: Магьачкъала; en rútul: МахаӀчкала) és la capital de la república caucàsica del Daguestan, a la Federació Russa, localitzada a l'oest de la mar Càspia.
L'any 2012 tenia 574.277 habitants, ètnicament molt variada: àvars 22,3%, dargins 12,8%, kumyks 16,5%, russos 15,0%, laks 11,3%, lesguians 8,7%, txetxens 5%.

## Història
Era una petita vila que portava el nom de Tarki (avui un barri de la ciutat a uns 6 km del centre), que existia almenys des del segle xv. La població moderna fou fundada pels russos el 1834, i fou inicialment una fortalesa adjunta amb el nom de Petróvskoie (a uns 40 km de la ciutat de Temir-Khan-Xurà, rebatejada el 1917 Xamil-Kale i el 1920 Buinaksk), i rebé el rang de ciutat el 1857 amb el nom de Petrovsk-Port, sovint abreujat en Petrovsk. Localment s'anomenava Anji-Kalà (Qala o Kale, قلعه, vol dir 'fortalesa' en persa, en turc i en àrab).
El 6 d'octubre del 1918, fou ocupada pels turcs otomans al final de la Primera Guerra Mundial, però la van evacuar el 17 de novembre del 1918. El gener del 1919, les forces d'intervenció britàniques van tenir una base a la ciutat, on s'establí l'esquadró 221 de la Reial Força Aèria (RAF) i al març l'esquadró 266; tots dos van participar en la lluita contra els bolxevics a Astracan i en altres llocs fins que foren retirats l'agost del 1919. Fou part de la República dels Muntanyesos del Caucas, la capital de la qual fou Temir-Khan-Xurà. Ocupada pels bolxevics la tardor del 1920, fou rebatejada a finals de 1920 com a Makhatxkalà, del nom epònim d'un revolucionari local (Muhammad Ali Dakhadaiev, mort el 1918) i el 1921 fou declarada capital del Daguestan. A la seva rodalia, hi ha llocs històrics importants com Balanghar, entre Derbent i Samandar, la capital dels huns vassalls del kanat dels khàzars i Tarkhu, ocupada breument pels otomans al final del segle xvi. El 14 de maig del 1970, fou destruïda en part per un terratrèmol.

## Demografia
| Any       | 1897  | 1926   | 1939   | 1959    | 1970    | 1989    | 2000    | 2003    | 2006    | 2010    | 2013    |
| --------- | ----- | ------ | ------ | ------- | ------- | ------- | ------- | ------- | ------- | ------- | ------- |
| Habitants | 9.800 | 33.600 | 86.800 | 119.300 | 185.900 | 317.500 | 332.800 | 462.400 | 466.300 | 468.700 | 576.200 |

## Esport

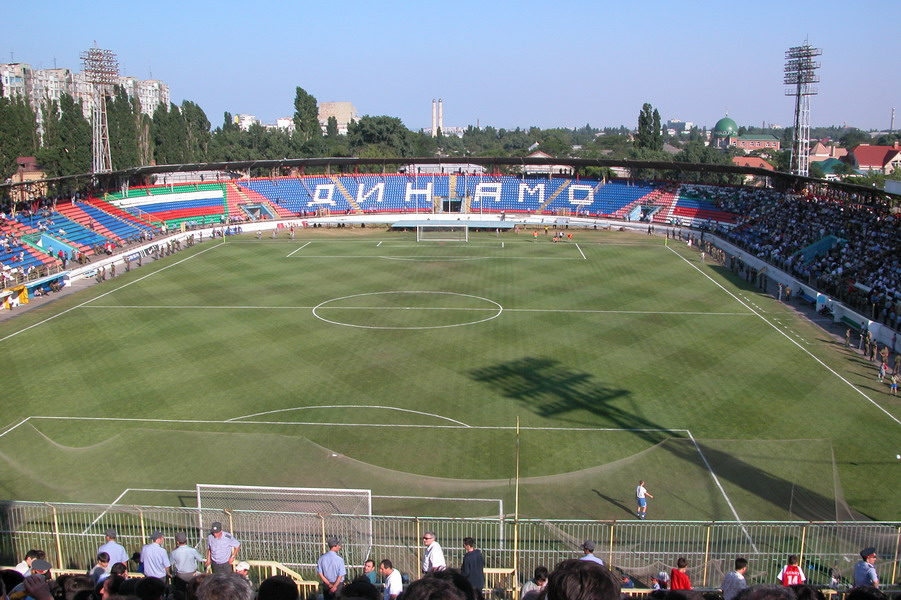
Estadi Dinamo

El club de futbol de la ciutat, l'FK Anjí Makhatxkalà és propietat del multimilionari rus Suleiman Kerimov, i juga actualment en la primera divisió russa, a l'estadi Dinamo, de capacitat per a 15.200 persones.

## Ciutats agermanades
- Tunísia: Sfax
- Rússia: Vladikavkaz
- Estats Units: Spokane
- França: La Roche-sur-Yon
- Alemanya: Oldenburg
- Zàmbia: Ndola
- Turquia: Yalova